# Flair (Einkaufszentrum)
Das Flair ist ein Einkaufszentrum in Fürth in der Nähe des Stadttheaters zwischen Alexander-, König- und Schwabacher Straße (Fußgängerzone). Es wurde im September 1985 unter dem Namen City-Center Fürth eröffnet. Zuvor befanden sich auf diesem Gelände die Brauerei Geismann und die Mälzerei der Humbser-Brauerei.

## Allgemeines

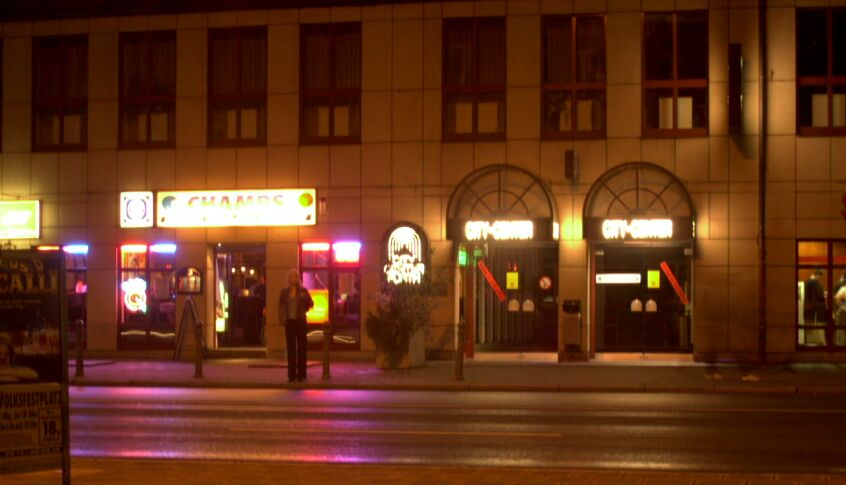
City Center Fürth (2004) – Eingang Königstraße

Das City-Center Fürth war mit mehr als sechzig Geschäften sowie Restaurants und Cafés ein modernes Einkaufszentrum am Rande der Fußgängerzone. Die tägliche Besucherzahl belief sich auf rund 10.000 Besucher. Von November 2017 bis September 2019 war das Center vollkommen entmietet, zuvor stand bereits ein Großteil der Ladenflächen von ca. 26.000 m² (vor dem Umbau) leer trotz laufendem Betrieb.
Zu den regelmäßigen Veranstaltungen gehörten Auftritte von Musikgruppen, Informationswochen öffentlicher Einrichtungen sowie Präsentationen von Vereinen und Organisationen. Im 200 m² großen Veranstaltungsraum „Etwas los“ hatten immer wieder Künstler die Gelegenheit, ihre Kunstwerke dem Publikum zugänglich zu machen.
Die Tiefgarage des City-Centers mit 535 Stellplätzen wurde während der Bauzeit zum ABC-Bunker ausgebaut. Diese konnte innerhalb von 14 Tagen hochgefahren werden und bot Platz für 5217 Personen. Damit gehörte der Bunker unterhalb des Einkaufszentrums zum sechtsgrößten Bunker in der Bundesrepublik Deutschland. 2011 wurde die Bunkeranlage aus der zivilen Luftschutzbindung entlassen, so dass die Räume nicht mehr als Atomschutzbunker genutzt werden konnten.
Wegen schlechter Auslastung stand das City-Center seit 2010 zum Verkauf und wartete auf eine Modernisierung bzw. Umbau. Die Investorensuche gestaltete sich als schwierig, da die große Eigentümergemeinschaft (unter anderem mit Wohneigentum im Center) lange Zeit keine preisliche Einigung erzielen konnte.
Am 18. Juli 2016 wurde bekannt gegeben, dass das City Center von der lokalen P&P-Gruppe übernommen wurde. Am 17. September 2021 wurde das Center nach einem verkleinernden Umbau unter dem neuen Namen „Flair“ mit deutlich verringerter Verkaufsfläche (18.000 m²) wieder eröffnet.